# Philippe Couplet
Philippe of Philip Couplet (Chinees:柏應理/柏应理, Bǎi Yìnglǐ) (Mechelen, 31 mei 1623 - omgeving van Goa (India), 16 mei 1693) was een jezuïet uit de Zuidelijke Nederlanden die in de 17de eeuw actief was als missionaris en schrijver. Hij was de eerste persoon die de Chinese taal, cultuur en de eerste Chinese persoon, de katholiek Shen Fu-Tsung, naar Europa bracht en de eerste auteur van een vertaling van de werken van de Chinese filosoof Confucius.

## Levensloop

### Tijd in de Zuidelijke Nederlanden
Couplet trad binnen in de jezuïetenorde in oktober 1640 en deed zijn noviciaat in Brussel. Hij gaf zich op als vrijwilliger voor de missie naar Mexico maar werd naar Zuid-Amerika gestuurd. In 1647 kwam Couplet in Cádiz (Spanje) aan om aan zijn overzeese reis te beginnen maar de toelating om naar de Spaanse kolonies te vertrekken werd bij aankomst ingetrokken. Couplet keerde terug naar Brussel en gaf er gedurende zes jaar les.
Op 25 november 1654 werd Couplet tot priester gewijd. Zijn interesse in China werd gewekt door een lezing te Leuven van Martino Martini, een jezuïet die reeds als missionaris in China geweest was.

### Als missionaris naar China
Couplet gaf zich op voor de missie van de jezuïeten in China en in 1656 vertrok hij vanuit Lissabon samen met onder meer Ferdinand Verbiest en Albert Dorville. De groep stond onder leiding van de Poolse jezuïet Michał Boym. Couplet reisde via Goa (1657, India), Bengalen en Siam (1658) en kwam in 1659 in Macau aan. Hij reisde verder over land tot in Centraal-China.
Couplet deed er missionariswerk in de regio Jiangnan. Onder de bescherming van Candida Xu, een kleindochter van een belangrijk geleerde uit de Ming-dynastie werden een aantal nieuwe kerken in de regio gebouwd. Het waren echter moeilijke tijden voor de christenen in China. De jezuïeten werden meer en meer verdacht in de ogen van de autoriteiten wegens het verbod dat zij oplegden om bepaalde plaatselijke gewoontes te mogen uitoefenen (de zogenaamde ritenstrijd).
Vanaf 1665 waren de jezuïeten onderhevig aan vervolgingen en Couplet, die intussen pastoor was in Nanking, werd naar Peking gevoerd en van daaruit naar Kanton verbannen. Daar bracht hij zijn tijd door met een grondige studie van het Chinees. Vanaf 1671 kon hij zijn missionariswerk verderzetten.

### Terug in Europa

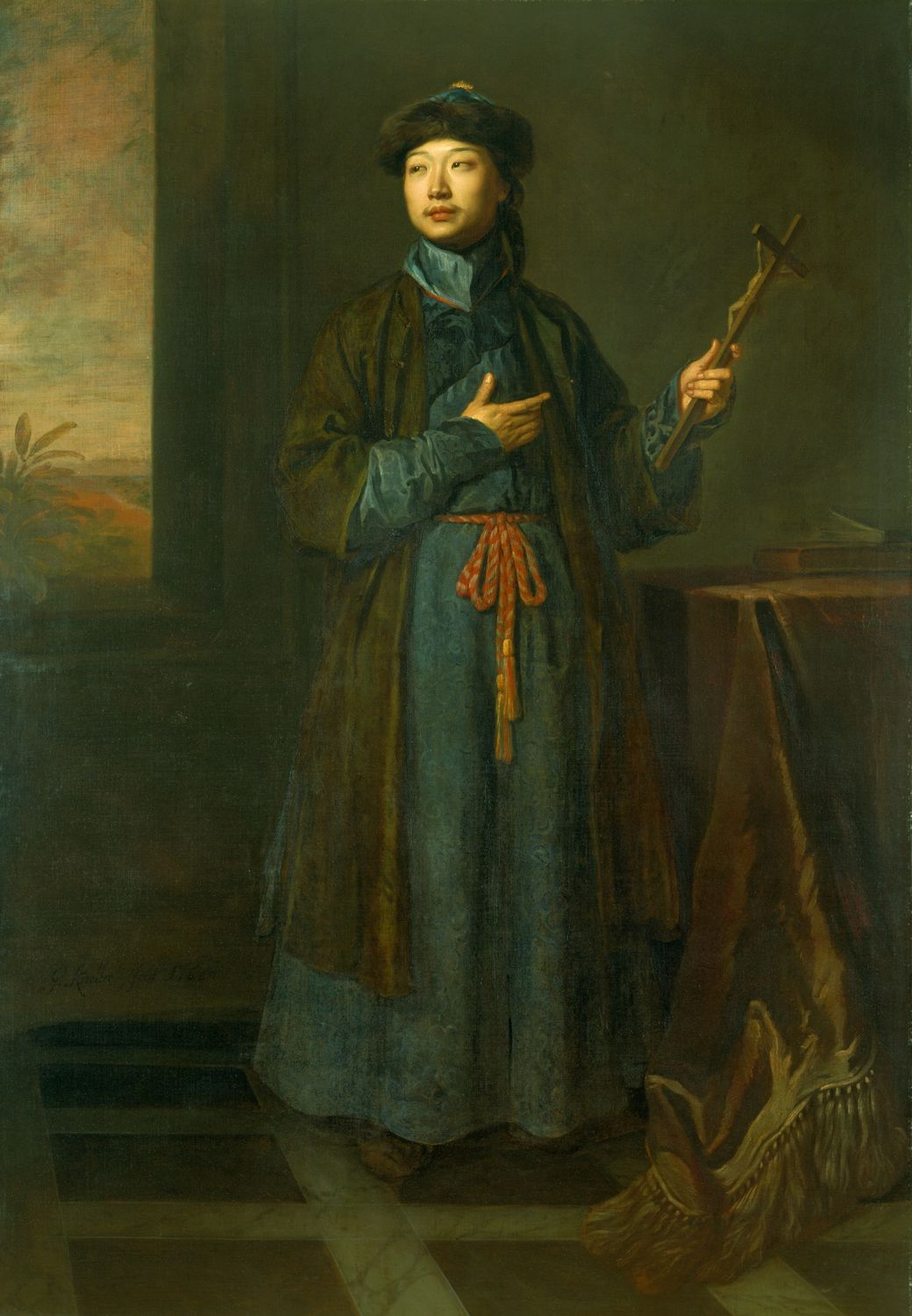
Michael Alphonsius Shen Fu-Tsung was de eerste Chinese katholiek in Europa. The Chinese Convert door Sir Godfrey Kneller, 1687

In 1680 werd Couplet benoemd tot procureur van de Chinese missie en keerde terug naar Europa om er in 1684 deel te nemen aan de Congregatie van de procureurs te Rome. Hij kreeg een speciaal mandaat van de paus mee waarin stond dat in China de lokale taal diende gebruikt te worden in de liturgie.
Couplet had twee Chinese kloosterlingen meegebracht, één van hen was Shen Fu-Tsung, het waren de eerste Chinezen in Europa en Couplet bezocht met hen een aantal Europese universiteiten waaronder deze van Oxford en Wenen. Zij kregen er vele vragen over de Chinese taal en cultuur. Na een nieuwe lezing te Versailles aan het hof van Lodewijk XIV van Frankrijk besliste deze om zes Franse jezuïeten naar China te sturen.
Couplet zelf kon echter niet onmiddellijk terug naar China omwille van een juridisch conflict tussen Portugal en de Heilige Stoel over het patronaatsrecht over de uitgezonden missionarissen.

### Couplet als schrijver

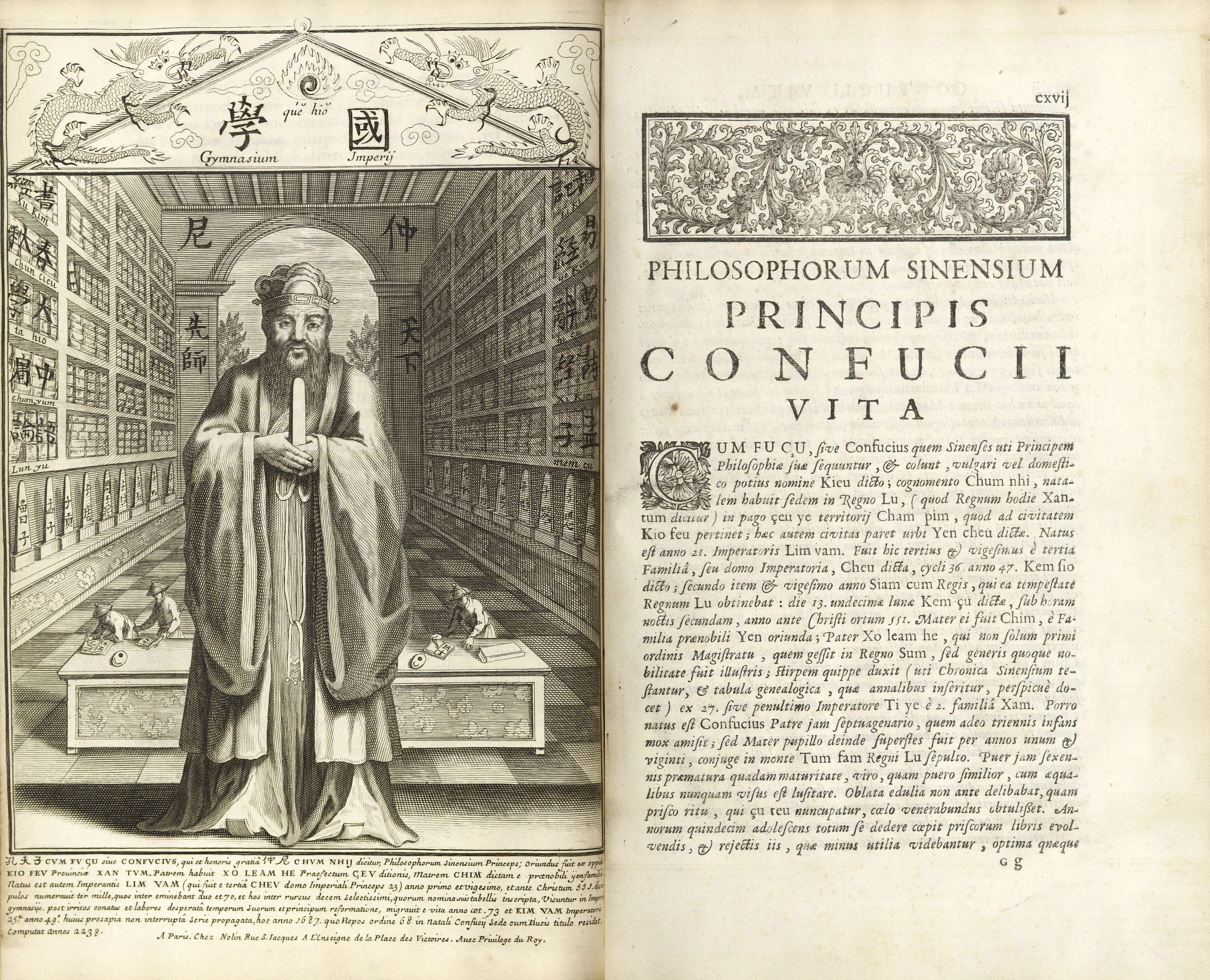
Confucius Sinarum Philosophus

Vanaf 1686 begon Couplet met het schrijven van een aantal werken over de Chinese taal en cultuur in afwachting dat hij opnieuw naar China kon reizen. Discussies over de datering van de zondvloed hadden in Europa in de tweede helft van de zeventiende eeuw tot een groeiende Bijbelkritiek geleid. Er waren meerdere berekeningen over de ouderdom van de aarde, het tijdstip van de schepping en de periode die volgde tot het verschijnen van Christus. De meeste berekeningen waren gebaseerd op de tekst van de Vulgaat. Het Concilie van Trente had formeel alleen de berekeningsmethodiek op basis van de Vulgaat gesanctioneerd. De meest geaccepteerde berekening was die van James Ussher, die de schepping had gedateerd in 4004 v.Chr. en de zondvloed in 2348 v.Chr. Door het in 1658 verschijnen in Europa van Sinicae Historiae, een werk van Martino Martini en ook verbonden aan de missie van de jezuïeten in China werd een andere chronologische traditie bekend. Die traditie werd betrouwbaar geacht vanwege de veronderstelde ononderbroken overdracht en het feit dat die onafhankelijk van Europa was ontwikkeld. Die Chinese traditie met zijn achtereenvolgende lijsten van heersers vanaf het begin van het derde millennium v.Chr. riep grote vragen op ten aanzien van de in Europa gehanteerde chronologie. Dat gold dan in het bijzonder voor het idee van een universele zondvloed die immers ook geen Chinees zou kunnen hebben overleefd. De jezuïeten verkregen toestemming om nieuwe berekeningen te baseren op de tekst van de Septuagint. In 1686 publiceerde Couplet in Parijs de Tabula chronologica monarciae sinicae, een chronologische tabel van de Chinese monarchie. Het was een poging om aan te tonen dat er overeenkomsten waren tussen de Septuagint en de Chinese chronologische gegevens. Couplet voegde op basis van zijn interpretatie van de door hem veronderstelde overeenkomsten 1400 jaar toe aan de tijdsperiode tussen de oorsprong van het bestaan en de geboorte van Abraham. Dat maakte het mogelijk om de zondvloed nu te dateren in 3717 v.Chr. en paste de Chinese chronologie weer in de Bijbelse opvattingen. 
In 1687 was Couplet de leider van een groep jezuïeten die de eerste gekende vertaling van een Chinees literair werk publiceerde met het Confucius Sinarum Philosophus. Het werk handelde over en leven en het denken van de Chinese filosoof Confucius en bevatte een Latijnse vertaling van de werken van Confucius waaronder de Yijing. Het was Couplets belangrijkste en meest gelezen werk. Zo kon Gottfried Wilhelm Leibniz na het lezen ervan vaststellen dat het binair systeem dat hij uitgevonden had reeds sinds lange tijd in China bestond.

### Terug naar China
Begin 1692 kon Couplet samen met een groep jezuïeten terug naar China vertrekken vanuit Lissabon. Gedurende de lange reis gaf hij aan zijn bootgezellen lessen in het Chinees. De bijna 70-jarige Couplet werd echter ziek in de buurt van Mozambique waardoor de reis vertraging opliep. Nadat hij voldoende hersteld was, kon de reis verder gezet worden. Op 15 mei 1693 kreeg het schip in de Arabische Zee net voor aankomst in Goa af te rekenen met een hevige storm. Couplet werd aan het hoofd geraakt door een zware kist en hij overleed de dag nadien aan zijn verwondingen.

## Werken
- Tabula Chronologica Monarchiae Sinicae (1686)
- Confucius Sinarum Philosophus, sive scientia sinensis latine exposita ... (1687)
- Breve raguaglio delle cose piu notabili spettanti al grand'imperio della Cina (1687)
- Histoire d'une dame chrétienne de la Chine, Candide Hiu (1688) (Biografie van Candida Xu)